# Junior Thompson
Jesse „Junior“ Thompson (* 25. Januar 1937 in Lawrence County, Alabama; † 28. August 1978) war ein US-amerikanischer Rockabilly-Musiker. Thompson war einer der vielen Rockabilly-Künstler bei Meteor Records.

## Leben

### Kindheit und Jugend
Geboren als jüngstes von fünf Kindern, wuchs Jesse Thompson in St. Joseph, Tennessee auf, wo die Familie nach seiner Geburt hingezogen war. Seinen Beinamen „Junior“ erhielt er, da er das jüngste Mitglied er Familie war. In seiner Jugend spielte Thompson leidenschaftlich Basketball, Musik war jedoch sein bevorzugtes Hobby. Autodidaktisch, also ohne Notenkenntnisse, brachte er sich das Gitarre spielen bei. Seinen Vater verlor Thompson mit zehn Jahren bei einem Autounfall; sein Bruder starb sechs Jahre später ebenfalls bei einem Autounfall.

### Karriere
1954 verließ er die Schule ohne Abschluss, um mit seiner Band, The Mountain Rhythm Boys, durchs Land zu ziehen. Im September 1955 gewannen sie bei dem Radiosender WJIOL in Florence einen Talentwettbewerb, was zu Auftritten in Ernest Tubb Midnight Jamboree auf WSM führte. In Rick Halls Aufnahmestudio in Muscle Shoals machten Thompson und seine Band erste Demo-Aufnahmen. Da Gitarrist Jimmy Lovelace entfernt mit Sam Phillips, dem Eigentümer der Sun Records in Memphis verwandt war, bekamen sie die Gelegenheit, dort vorzuspielen. Phillips war von Thompson und den Mountain Rhythm Boys angetan, hatte mit Carl Perkins aber genug zu tun und keine Zeit sich noch um andere Künstler zu kümmern, da Perkins mit Blue Suede Shoes einen Nummer-Eins hatte. Trotzdem empfahl Phillips die Band an Les Bihari, dem Leiter der Meteor Records, weiter. Nach einem kurzen Vorspiel im Januar 1956 wurden die beiden Titel Raw Deal / Mama’s Little Baby eingespielt.
Die Band zog danach nach Birmingham, wo sie mit Happy Al Burns als Go Go Five zusammenarbeiteten. Im selben Jahr erschien eine weitere Platte. Zudem waren sie Mitglieder der Dixie Hayride. 1957 trennte sich die Band jedoch; die ehemaligen Mitglieder traten ohne Thompson weiterhin als The 5 Jets auf. Thompson arbeitete die nächsten Jahre als Sessionmusiker verschiedenster Label.
In den 1960er Jahren stellte er die Musik als Hobby zurück und leitete einen Männerbekleidungsladen. Zudem holte er seinen Schulabschluss nach, den er 1954 nicht gemacht hatte. Thompson arbeitete nebenbei als Songwriter weiter und gab Auftritte. Im August 1978 spielte er zusammen mit dem Country-Star George Jones in Florence auf einem Konzert.
Junior Thompson verstarb am 28. August 1978, einen Tag nach seinem Konzert mit Jones, an einem Herzinfarkt im Alter von 43 Jahren.

## Diskographie
| Jahr | Titel                                                               | Plattenfirma   |
| ---- | ------------------------------------------------------------------- | -------------- |
| 1956 | Raw Deal / Mama’s Little Baby                                       | Meteor Records |
| 1956 | Who’s Knocking? / How Come You Do Me?                               | Tune Records   |
| 1967 | Jungle Girl / Sit By My Site                                        | JJ’S Records   |
| 1968 | Sally Ann From Paris, France / I’ll Never Let You Go Little Darling | JJ’S Records   |
| 1968 | Ooby Dooby / House Of Lost Lovers                                   | JJ’S Records   |
| 1968 | Jimmy Boy / Cry On My Shoulder                                      | JJ’s Records   |
| 1969 | Big Black Spider / Pretty Blue Eyes                                 | Badd Records   |